# Ishania tentativa
Espèce
Ishania tentativa est une espèce d'araignées aranéomorphes de la famille des Zodariidae.

## Distribution
Cette espèce est endémique du Costa Rica.

## Description
Le mâle holotype mesure 3 mm.

## Publication originale
- Chamberlin, 1925 : Diagnoses of new American Arachnida. Bulletin of the Museum of Comparative Zoology, vol. 67, p. 211-248 (texte intégral).